# Vlekborstwinterkoning
De vlekborstwinterkoning (Pheugopedius maculipectus; synoniem: Thryothorus maculipectus) is een zangvogel uit de familie Troglodytidae (winterkoningen).

## Verspreiding en leefgebied
Deze soort telt 5 ondersoorten:
- P. m. microstictus: noordoostelijk Mexico.
- P. m. maculipectus: oostelijk Mexico.
- P. m. canobrunneus: zuidoostelijk Mexico, noordelijk Belize en noordelijk Guatemala.
- P. m. umbrinus: van zuidelijk Mexico, zuidelijk Belize tot El Salvador.
- P. m. petersi: van noordelijk Honduras tot noordelijk Costa Rica.